# Cuauhtémoc, Chihuahua
Cuauhtémoc là một đô thị thuộc bang Chihuahua, México. Năm 2005, dân số của đô thị này là 134785 người.